# レオポルト2世 (神聖ローマ皇帝)
レオポルト2世（ドイツ語：Leopold II, 1747年5月5日 - 1792年3月1日）は、神聖ローマ皇帝（在位：1790年 - 1792年）。皇帝に即位する以前はトスカーナ大公レオポルド1世（在位：1765年 - 1790年）だった。全名はペーター・レオポルト・ヨーゼフ・アントン・ヨアヒム・ピウス・ゴットハルト・フォン・ハプスブルク＝ロートリンゲン（ドイツ語：Peter Leopold Joseph Anton Joachim Pius Gotthard von Habsburg-Lothringen）。
オーストリア女大公マリア・テレジアとその夫の神聖ローマ皇帝フランツ1世の子で、先帝ヨーゼフ2世の弟。短い統治にもかかわらず、外交史家ポール・シュローダーは彼を「王冠を着用した最も機敏で賢明な君主の一人」と絶賛した。

## 生涯

### トスカーナ大公時代
1765年に父フランツ1世が死去した際、皇帝位は長兄のヨーゼフ2世が継承した。一方、トスカーナ大公国はフランツを大公としていたが帝国の領域に含まれず、また他のハプスブルク家領とは独立して統治することになっており、ヨーゼフとは別に継嗣を立てていた。元は次兄のカール・ヨーゼフが継承する予定であったが、4年前の1761年に早世したため、代わってレオポルトが大公位を継承した。
1770年に母マリア・テレジアの摂政が終わると、レオポルトはトスカーナにおいて啓蒙的改革を行った。チェーザレ・ベッカリーアの『犯罪と刑罰』の死刑廃止論に影響を受け、1769年に死刑の執行を停止し、1786年にはヨーロッパの国として初めて死刑を完全に廃止した。
トスカーナ大公国は陸軍を持たず、海軍もメディチ家時代以来の小さい軍しかなかったが、レオポルトはそれをさらに縮小し、その余剰金を税率低減の財源とした。他には憲法の起草を命じたり（革新的すぎたため最終的には施行できなかった）、種痘を制度化したり、1774年に精神障害者を病院に入れる法を制定したりした。
1790年に兄ヨーゼフ2世が死去するが嗣子がなかったため、レオポルトが帝位を継いだ。その際、長男フランツを帝位継承者としトスカーナ大公位は次男フェルディナンド3世に継がせた。

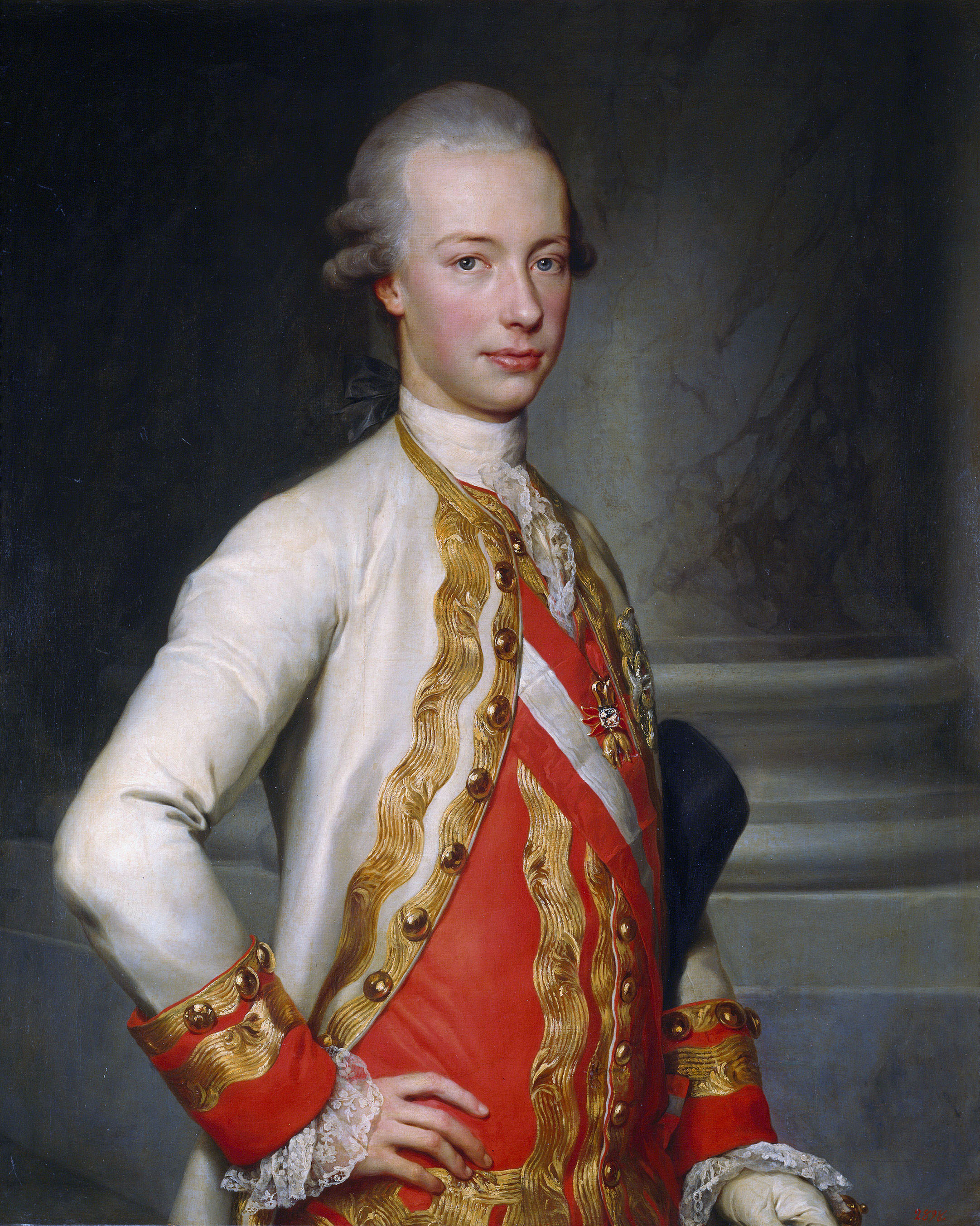
トスカーナ大公時代(1770年)

帝位継承後のレオポルトの統治期間はわずかであったが、トスカーナ大公としての在位は25年に及んだ。

### 帝位継承後
レオポルト2世自身は進歩的思想の持ち主であったが、兄の強引な改革によって引き起こされた混乱を収めるため、皇帝即位後は農奴制廃止令の撤回、賦役の復活などの反動政策を行った。一方で質素な生活を好み、父から受け継いだ遺産を増殖させることにも成功した。
劇作家のダ・ポンテを国外追放、レオポルト2世の戴冠式のために『皇帝ティートの慈悲』も作曲した作曲家のモーツァルトやサリエリを冷遇するなどしたため、基本的に音楽や演劇への理解が少ないと言われるが、一方でチマローザをトスカーナ大公時代から気に入って、ロシアからの帰還を待って楽長的な職を与え、名作『秘密の結婚』作曲の契機を与えた。
レオポルト治世の神聖ローマ帝国は東西からの脅威にさらされていた。ロシア皇帝 エカチェリーナ2世はオーストリアとプロイセンに革命中のフランスと戦争をさせるよう仕向け、その間にポーランドとオスマン帝国を侵略しようとし、フランス革命が飛び火する恐れもあった。これに対し、レオポルトはイギリスとの同盟交渉でロシアとフランスを牽制し、イギリスに対しては「同盟を拒否された場合はフランスに南ネーデルラントを割譲する」と足元を見られないよう脅した。イギリスの支持が得られると知ると、今度はそれを外交カードとして使い、プロイセンにレオポルトのハンガリー王即位を同意させる。さらに墺土戦争の停戦協定が結ばれ東の国境が安定すると、軍をブラバント革命の鎮圧に投入した。
1791年も外交関係での緊張が続いた。フランスでヴァレンヌ逃亡事件が起こり、妹マリー・アントワネット夫妻を危惧したレオポルト2世は、脱出に成功した国王ルイ16世の弟アルトワ伯（後のフランス国王 シャルル10世）を介してプロイセン国王 フリードリヒ・ヴィルヘルム2世と共にピルニッツ宣言を発表。これはフランス人を激憤させフランス革命戦争を引き起こすことになった。一方オスマン帝国とはシストヴァ条約を締結し、墺土戦争を終結させた。
在位わずか2年で死去し、帝位は長男フランツが継承。フランツ2世として即位した。

## 子女

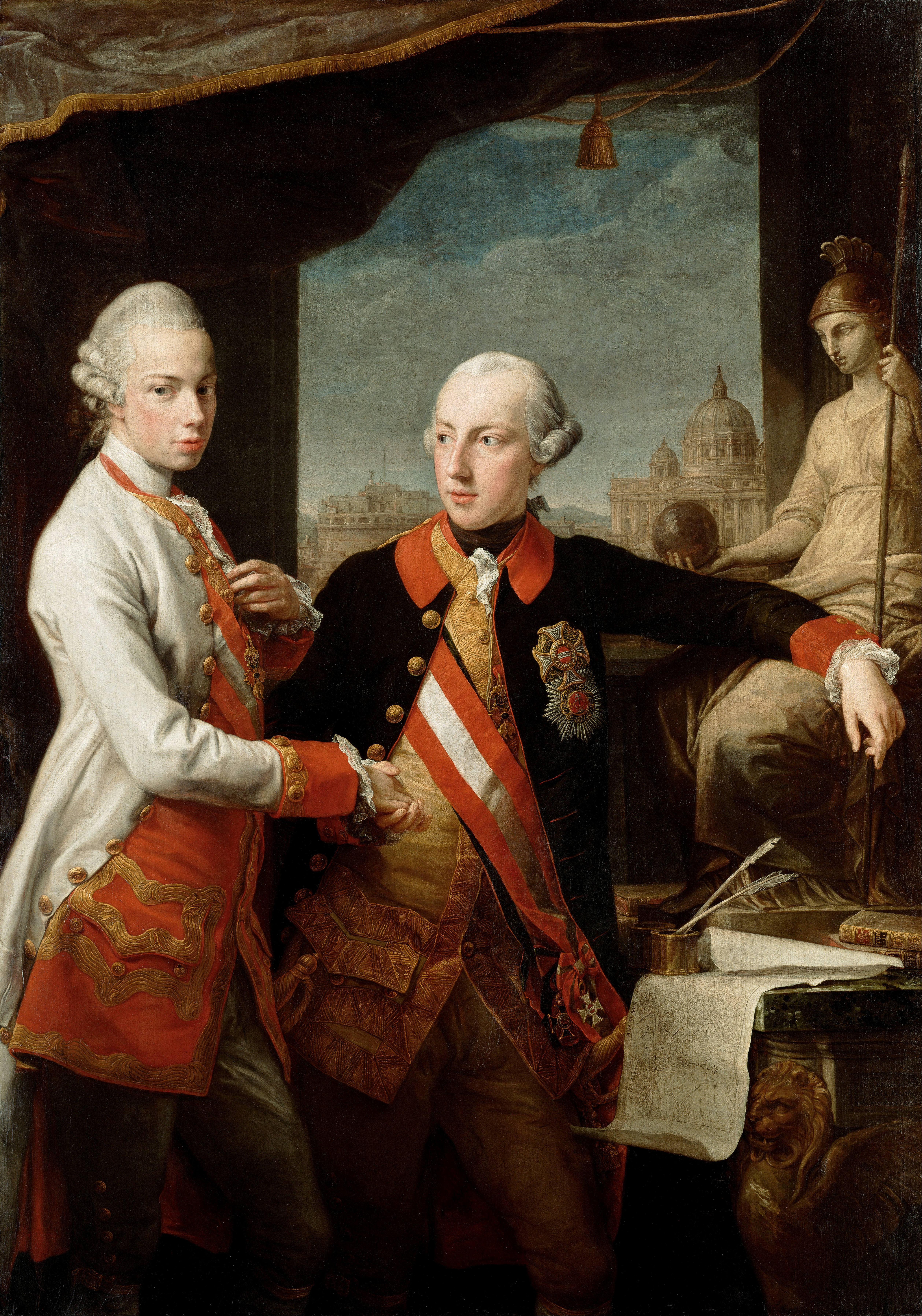
兄ヨーゼフとレオポルト(左)

皇后マリア・ルドヴィカ（スペイン国王 カルロス3世の娘）との間に、16人の子をもうけた。
- マリア・テレジア（1767年 - 1827年） - ザクセン国王 アントン妃
- フランツ（1768年 - 1835年） - 神聖ローマ皇帝 フランツ2世・オーストリア皇帝 フランツ1世
- フェルディナント（1769年 - 1824年） - トスカーナ大公 フェルディナンド3世
- マリア・アンナ（1770年 - 1809年）
- カール・ルートヴィヒ・ヨーハン（1771年 - 1847年） - 伯母マリア・クリスティーナの養子としてテシェン公・ネーデルラント総督を継承。ナポレオンに野戦で初めて黒星を付けた将軍となる。
- レオポルト・アレクサンダー（1772年 - 1795年） - ハンガリー副王
- アルブレヒト・ヨーハン・ヨーゼフ（1773年 - 1774年）
- マクシミリアン・ヨーハン・ヨーゼフ（1774年 - 1778年）
- ヨーゼフ・アントン（1776年 - 1847年） - ハンガリー副王
- マリア・クレメンティーネ（1777年 - 1801年） - 両シチリア国王 フランチェスコ1世妃
- アントン・ヴィクトール（1779年 - 1835年） - ロンバルド＝ヴェネト副王（1816年 - 1818年）
- マリア・アマーリア（1780年 - 1798年）
- ヨーハン（1782年 - 1859年） - アンナ・プロッフルと貴賤結婚
- ライナー・ヨーゼフ（1783年 - 1853年） - ロンバルド＝ヴェネト副王（1818年 - 1848年）
- ルートヴィヒ・ヨーゼフ（1784年 - 1864年）
- ルードルフ・ヨーハン・ヨーゼフ・ライナー（1788年 - 1831年） - オルミュッツ司教

他に愛人との間にも何人か子がある。

## 人物
- 妻マリア・ルドヴィカは豪華なスペイン王家から嫁いだが、やがて質素なレオポルトの暮らしに順応していった。夫婦仲はおおむね円満であったが、レオポルトは途中から踊り子のリヴィア・ライモンディ（フランス語版）を寵愛するようになる。しかしルドヴィカはリディアにも親切で、2人の仲も穏やかなものであったという。当のレオポルトは1779年頃までは、妻に対して完全に誠を尽くしていたと主張している。
- 兄ヨーゼフ2世に男児がいなかったため、レオポルトに男児（後のフランツ2世）が誕生した際、母マリア・テレジアは驚喜乱舞し、ブルク劇場に駆け込み「うちのポルドル（レオポルトの愛称）に男の子が生まれたのよ！」と叫んだ。悲劇の上演中であったが、芝居は完全に中断し、歓喜の渦になったという。

## 脚註
1. ↑  The Transformation of European Politics, 1763–1848 (Oxford, Clarendon Press, 1994), p. 64.